# Мислин
Ми́слин — річка в Україні, в межах Бородянського та Києво-Святошинського районів Київської області. Ліва притока Бучі (басейн Дніпра).
Довжина 14 км. Річка бере початок за декілька кілометрів на захід від села Козинці, зливаючись із трьох витоків в одну річку, далі протікає через вказане село, а потім — через село Михайлівка-Рубежівка, за межами якого впадає у річку Буча.
Річка між селами Михайлівка-Рубежівка та Козинці загачена двома греблями, утворено 2 стави. Є гребля і став також у селі Козинці.
Має невеликі притоки: 1 праву та 3 ліві, назви не мають.

## Історія
Річка Мислин зафіксована як притока Бучі в І. Фундуклея, а також позначена на карті Шуберта.

## Легенда про річку

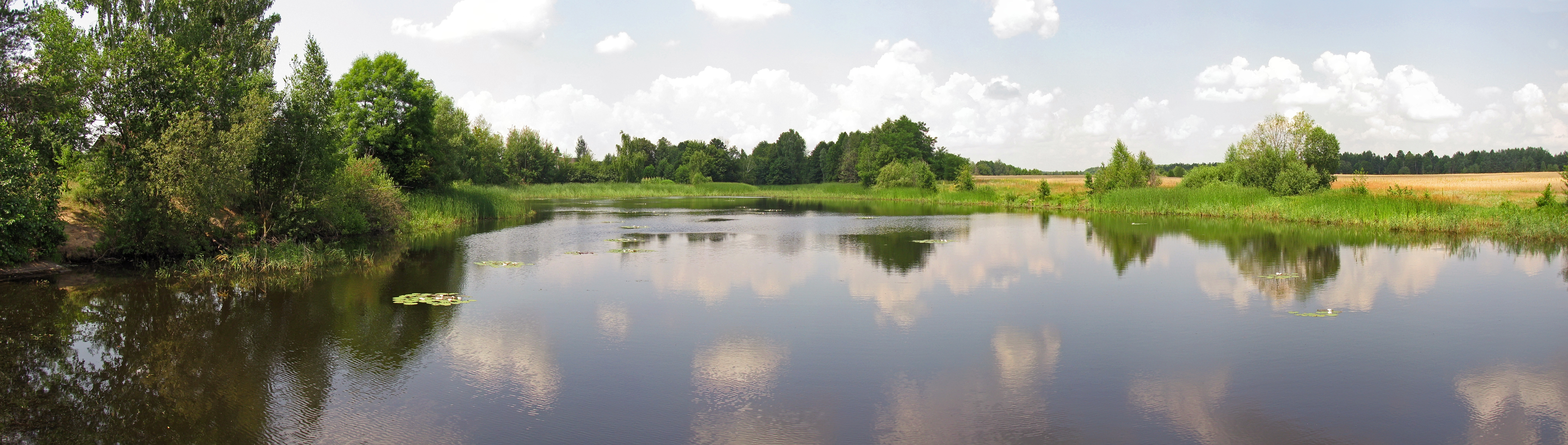
Став у Хмільній на річці Мислин

Легенда розповідає, що перед зведенням довкіл села Рубежівки оборонних рубежів місцеві козаки сиділи на березі цієї річки і думу велику гадали: як гідно захиститися від ворога? Тому й назву таку річці дали — Мислин.